# Damon tibialis
Damon tibialis är en spindeldjursart som först beskrevs av Simon 1876.  Damon tibialis ingår i släktet Damon och familjen Phrynichidae. Inga underarter finns listade i Catalogue of Life.